# ویوکاناندا

«برخیز و به آگاهی برس و تا زمانی که به هدف نرسیده‌ای متوقف نشو»

سوامی ویوکاناندا -وی وِک آناندا- (انگلیسی: Vivekananda; ۱۲ ژانویهٔ ۱۸۶۳ – ۴ ژوئیهٔ ۱۹۰۲) با نام اصلی نارندرا نات داتا (انگلیسی: Narendra Nath Datta) یوگی و عارف اهل هند بود.
او نخستین کسی است که فلسفه‌های یوگا و ودانتا را در سال ۱۸۹۳ در کنگره جهانی ادیان در شیکاگو، ایلینوی به جهان غرب معرفی کرد. وی که مرید و جانشین یوگی عارف مشهور قرن نوزده هند شری راما کریشنا بود توانست آیین هندوئیسم را در قرن نوزدهم در جهان بشناساند.